# Маршал (Саскачеван)
Маршал (енгл. Marshall) је малено насеље са административним статусом варошице у западном делу канадске провинције Саскачеван. Насеље се налази на месту где локални друм 688 пресеца трансканадски аутопут 16 на око 17 км југоисточно од града Лојдминстера (који лежи на самој административној граници са провинцијом Алберта). Око 13 км југоисточније налази се варошица Лашберн.

## Историја
Првобитно насеље под именом Стрингер основано је 1903, око 2 км западније од данашњег локалитета. Насеље је у децембру 1904. добило и своју пошту те цркву. Међутим након што је железница прошла кроз то подручје нешто југоисточније од првобитног насеља, Стрингер је 1905. премештен на данашњи локалитет и добио је ново име Маршал. Прва школа саграђена је 1907. године. 
Насеље је у наредних неколико година постало довољно велико те је 21. јануара 1914. административно уређено као село. Број становника је у првој половини прошлог века растао доста споро, тако да је 1916. регистрован 81 становник, а 25 година касније (1951) та цифра се попела на свега 98 житеља. 
Открићем нафтних извора у другој половини прошлог века и број становника је почео да расте. Године 1961. порастао је на 161, у наредних 20 година на преко 400, а средином 90их година прешао је 600 житеља. Захваљујужи томе од 26. октобра 2006. Маршал је административно уређен као провинцијска варошица.
Нафта је за кратко време постала симбол насеља, а на самом улазу у варош налази се велики резервоар за нафту са поруком добродошлице.

## Демографија
Према резултатима пописа становништва из 2011. у варошици су живела свега 533 становника у укупно 204 домаћинства, што је за 12,3% мање у односу на 603 житеља колико је регистровано 
приликом пописа 2006. године.
| 2011. |
| ----- |
| 533   |